# Kremenie
Kremenie je přírodní památka v oblasti Poľana na Slovensku.
Nachází se v katastrálním území obce Horné Pršany v okrese Banská Bystrica v Banskobystrickém kraji. Území bylo vyhlášeno či novelizováno v roce 1997 na rozloze 3,7800 ha. Ochranné pásmo nebylo stanoveno.